# كليشن
كليشن (بالإنجليزية: Killeshin، بالأيرلندية:Cill Uisean وتعني كنيسة ويشن)‏ إنها قرية صغيرة في مقاطعة لاويس، في مقاطعة لينستر في أيرلندا، وهي على مسافة حوالي 5 كيلومترات من كارلو. هذه البلدة الصغيرة في المناطق الريفية تقع في وادي نهر بارو، يبلغ عدد سكانها نحو 1300 نسمة.
عمليا معظم السكان من الكاثوليك، على الرغم من أننا نجد الأقليات من البروتستانت والمسلمين، كما أن هناك أيضا عدد من المنكرين والملحدين.
أنشطتها الاقتصادية الرئيسية في قطاع الخدمات الأساسية، وخصوصا الثروة الحيوانية.